# Mara Scherzinger
Mara Scherzinger, actriz alemana nacida el 23 de septiembre de 1989 en Saig un pequeño pueblo cerca de Titisee-Neustadt.
Su éxito llegó con la película "Liebe und Verlangen", en la que desempeña el papel de Torchy una agitada y salvaje joven.
Adquirió un gran éxito internacional gracias a su papel en la serie australiana "Blue Water High" interpretando a Anna Peterson. 

## Filmografía
- "Liebe und Verlangen" (2003)
- "SK Kölsch" serie de televisión alemana (2004)
- "Blue Water High" serie de televisión australiana (2005)
- "Beautiful Bitch" (2006)

- Datos: Q75815